# Paul-Henri Cugnenc
Paul-Henri Cugnenc, né le 1er juin 1946 à Thézan-lès-Béziers (Hérault) et mort le 3 juillet 2007 à Paris 12e des suites d'un cancer, est un chirurgien et homme politique français.

## Parcours professionnel
Ancien du 104 rue de Vaugirard, Professeur de médecine de la Faculté de médecine Paris Descartes, Paul-Henri Cugnenc était le chef du service de chirurgie digestive et générale de l'Hôpital européen Georges-Pompidou (HEGP). Il fut nommé praticien responsable du « pôle » cancer de cet hôpital.
Il est président du Syndicat des chirurgiens des Hôpitaux de Paris et propriétaire-viticulteur à Thézan-lès-Béziers. 

## Mandats

### Mandats locaux
- 20 mars 1989 - 18 juin 1995 : Conseiller municipal de Béziers (Hérault)
- 16 juin 2002 - 3 juillet 2007 : 2e adjoint au maire de Béziers (Hérault) délégué aux relations avec les Ministères et les Administrations et mission Vin et Santé

### Mandats nationaux
- 16 juin 2002 - 25 juin 2007 : Député UMP pour la XIIe législature (2002-2007), dans la 6e circonscription de l'Hérault
- 26 juin 2007 - 3 juillet 2007 : Député UMP pour la XIIIe législature (2007-2012), dans la 6e circonscription de l'Hérault